# Margarete von Antiochia (1244–1308)
Margarete von Antiochia (* 1244; † 30. Januar 1308 in Nikosia) war eine Angehörige des Hauses Antiochia-Lusignan im 13. Jahrhundert. Sie war die Tochter der Isabella von Zypern († 1262), aus dem Hause Lusignan, und des Heinrich von Antiochia († 1276). Ihr Bruder war König Hugo III. von Zypern (Hugo I. von Jerusalem, † 1284), der Begründer der Linie Antiochia-Lusignan des zypriotischen Herrscherhauses.
Im Jahr 1268 wurde Margarete im Alter von vierundzwanzig mit Johann von Montfort, Herr von Tyrus, verheiratet. Die Hochzeitsfeierlichkeiten fanden auf Zypern statt, nach denen das Paar auf drei Galeeren nach Tyrus übersetzte. Einer der vier für sie dienenden Pagen (valé) war der junge anonyme „Templer von Tyrus“, der später eine umfangreiche Chronik der letzten Jahre der Kreuzfahrerstaaten von Outremer verfasste, die den dritten Teil der sogenannten Gestes des Chiprois darstellt. Von diesem wurde Margarete als die schönste Dame ihrer Zeit, als gutherzig, weise und freigiebig beschrieben. Allerdings sei sie mit zunehmendem Alter, ohne einen bestimmten Grund, so fett geworden wie einst ihr Vater.
Johann von Montfort starb 1283, ohne dass aus ihrer Ehe Kinder hervorgegangen waren. Und nachdem nur wenige Monate später auch dessen jüngerer Bruder und Erbe, Humfried von Montfort, wie auch König Hugo III./I. von Zypern-Jerusalem gestorben waren, übernahm Margarete einstweilen die Regentschaft in Tyrus. Am 18. Juli 1285 schloss sie mit dem Mamlukensultan Qalawun einen auf zehn Jahre geltenden Separatfrieden ab, der den weiteren Besitz von Tyrus für ihre Familie garantieren sollte. Danach übergab sie Tyrus der Herrschaft ihres Neffen Heinrich II. von Zypern und kehrte auf die Insel zurück, um sich dort als Nonne in das Kloster Notre-Dame de Jérusalem in Nikosia zurückzuziehen. Dort starb sie am 30. Januar 1308 und wurde auch dort bestattet.
Der von Margarete ausgehandelte Vertrag mit Qalawun wurde nicht eingehalten; die Mamluken eroberten Tyrus 1291.